# Кулеві
Кулеві (груз. ყულევი) — село в Грузії.
За даними перепису населення 2014 року в селі проживає 280 особи.